# Yagyū Jūbei nanaban shōbu
Yagyū Jūbei nanaban shōbu (tạm dịch: Yagyū Jūbei 7 phen thắng phụ) là một cuốn tiểu thuyết thời đại của nhà văn Tsumoto Yō, được Bungei Shunju (Văn nghệ xuân thu) xuất bản năm 2004. Đây cũng là tiêu đề của loạt phim Jidaigeki truyền hình do nam tài tử Murakami Hiroaki thủ diễn và phát sóng năm 2005.

## Jidaigeki truyền hình
Loạt phim này gồm 6 tập, mỗi tập 44 phút, được phát sóng từ 21:15~21:59 vào các tối thứ sáu hàng tuần trong khuôn khổ Jidaigeki thứ sáu (Kin-yō Jidaigeki) trên đài truyền hình NHK tổng hợp.
Nhân vật chính Yagyū Jūbei do Murakami Hiroaki diễn, Miyamoto Musashi do tài tử Chiba Shin-ichi thủ vai . Qua loạt phim này, Murakami Hiroaki trở thành diễn viên huyền thoại đóng Yagyū Jūbei. Hai diễn viên trước đó là Konoe Jūshirō và Chiba Shin-ichi cũng đã trở thành những tượng đài bất tử qua vai diễn nhân vật Yagyū Jūbei.
Bối cảnh phim diễn ra vào thời Tướng quân Tokugawa Iemitsu, khi chính quyền Mạc phủ Tokugawa dần đi vào ổn định. Sau khi Tokugawa Tadanaga tự sát, chức Tướng quân lọt vào tay Iemitsu thì các thành phần chống đối bắt đầu lộ diện, âm mưu lật đổ Mạc phủ. Trong bối cảnh đó, Yagyū Jūbei đang hành tẩu giang hồ thì được cha mình là Yagyū Munenori gọi trở về Edo để lập kế hoạch ngăn cản âm mưu đánh đổ Mạc phủ...
Loạt phim này đặt nặng tính chân thực trong việc mô tả kiếm thuật. Từng chiêu kiếm, từng động tác đều được mô tả kỹ càng và hợp lý.
Sau khi công chiếu, loạt phim này được khán giả xem đài đón nhận nồng hậu nên năm sau, đài NHK còn chế tác thêm 、phần tiếp theo vào năm 2006 là Yagyū Jūbei nanaban shōbu Shimabara no ran』(Yagyū Jūbei 7 phen thắng phụ, loạn Shimabara) (trọn 7 tập) và Yagyū Jūbei nanaban shōbu Saigo no tatakai(Yagyū Jūbei 7 phen thắng phụ, trận chiến cuối cùng) (trọn 8 tập).
Loạt phim này còn dc phát sóng lại từ 24-2-2006~31-3-2006 trên kênh chuyên về Jidaigeki của đài NHK BS Premium.

### Diễn xuất
Các nhân vật chính
- Yagyū Jūbei:Murakami Hiroaki、Fujiwara Takuma (thời niên thiếu)
- Sayama Kampei：Kariya Shunsuke
- Nishioka Ōjirō：Takano Hassei
- Kaede:Ozawa Maju
- Yui Fuji Tarō：Sasaki Kura-no-suke
- Yagyū Mata Jurō：Morioka Yutaka
- Toda Kageyu：Matsushige Yutaka
- Torii Sakyō：Nishioka Tokuma
- Yagyū Munenori：Natsuyagi Isao

Khách mời
Hồi 1
- Tokugawa Iemitsu：Andō Hijiri
- Tokugawa Tadanaga：Wakabayashi Hisaya
- Wakisaka Gen-no-shin：Murai Katsuyuki

Hồi 2
- Nakamura Hanzaemon：Yamaguchi Tomomitsu
- Nakamura Uneme：Miyake Hiroki
- Shino：Kawai Michiko
- Fukuyama Shōbei：Fukumoto Seizō
- Sahaku Jūnai：Tsunashima Gō Tarō

Hồi 3
- Yamada Gorōbei (Shimada Munen): Dankan
- Ume:Yazawa Shin
- Okuhara Yagorō：Sawatari Minoru
- Chikayama Tōshirō：Motomiya Yasukaze

Hồi 4
- Tada Sahei:Ibuki Gorō
- Ikoma Danjō：Nakamura Yūji
- Sakano: Naniwa Yūji
- Suzu: Nagisa Aki
- Shigebei：Yokoyama Akio
- Miyo:Mikura Mana
- Sayo:Mikura Kana
- Oyo:Ozawa Kazuyoshi

Hồi 5
- Miyamoto Musashi: Chiba Shin-ichi (Khách mời đặc biệt[2])
- Ichibana Kanzaemon: Shigeyama Ippei
- Yukie：Nakae Yuri
- Yagyū Shuzen:Andō Kazuo

Hồi 6
- Asamori Jin-emon：Ichikawa Isamu
- Shitamori Tōbei: Satō Atsushi
- Yoshikawa Harima: Kanō Kenji
- Kanzaki Kanjūrō: Ōshima Mitsuyuki
- Miyagawa Sama-no-suke：Kawabata Shinji
- Gennai: Masago Kōta

### Staff
- Nguyên tác：Tsumoto Yō
- Kịch bản: Ikeda Masayuki
- Âm nhạc: Umebayashi Shigeru
- Chỉ đạo võ thuật: Kuze Hiroshi

### Bài hát chủ đề
"Tatakai tsuzukeru otoko tachi e"
- Viết lời, soạn nhạc:Jo Yamanaka
- Hát: Matsuda Yūsaku

## Cước chú
1. ↑  "Chỗ đáng xem của drama". Yagyū Jūbei nanaban shōbu. NHK. 2005. Lưu trữ bản gốc ngày 23 tháng 2 năm 2006. Truy cập ngày 29 tháng 3 năm 2013.
2. 1 2  "Cast". Yagyū Jūbei nanaban shōbu. NHK. 2005. Lưu trữ bản gốc ngày 13 tháng 5 năm 2005. Truy cập ngày 9 tháng 4 năm 2012.
3. ↑  "ドラマのみどころ". Yagyū Jūbei nanaban shōbu Shimabara no ran. NHK. 2006. Lưu trữ bản gốc ngày 22 tháng 6 năm 2006. Truy cập ngày 29 tháng 3 năm 2013.